# Їзда на гренландських собаках
«Їзда на гренландських собаках» (дан. Kørsel med Grønlandske Hunde, 1897) — німий короткометражний документальний фільм Петера Ельфельта. Це найперший фільм в історії данського кінематографа. До наших днів збереглося 10 метрів (32 футів) плівки. Прем'єра відбулася в Данії 1897 року.

## У ролях
- Юхан Карл Йенсен — рибалка

## Сюжет
Чоловік їде по Гренландії на возі, запряженому собаками.

## Художні особливості
При зйомках фільму Ельфельт використовував камеру, винайдену Джуліусом Карпентьєром.